# Erliansaurus
Erliansaurus là một chi khủng long, được Xu X. Zhang et al mô tả khoa học năm 2002.